# Стара громада

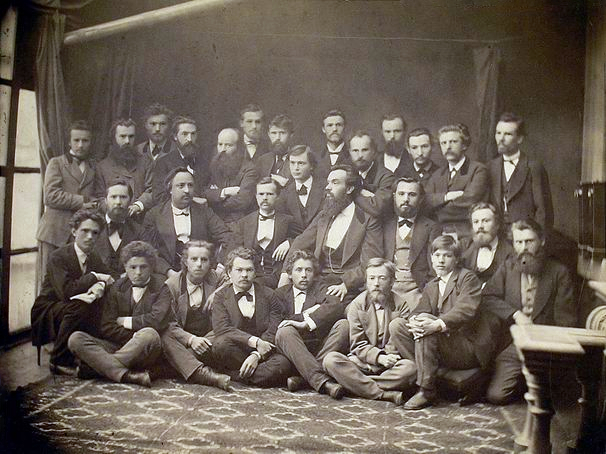
Київська «стара» громада разом зі студентською, 1874 р. Зліва направо: перший ряд: невідомо, Комарецький, невідомий представник студентської громади, Олександр Русів (скарбник), Іродіон Житецький, Волянський, Трохим Біленький, Михайло Левченко;
другий ряд: Микола Лисенко, Павло Чубинський, Іван Нечуй-Левицький, Михайло Старицький, Орест Левицький (делегат студентів при старій громаді), Діаконенко;
третій ряд: Фаворський, Михайло Драгоманів, Петро Косач (?), Білоусів, Микола Ковалевський, Пащенко, Хведір Вовк, Володимир Антонович, Микола Вербицький, Вільям Беренштам, невідомо, невідомо, Павло Житецький, невідомо.

Стара́ грома́да — напівтаємна організація української інтелігенції у Києві, що належала до громадського руху в межах українського національного відродження. Займалася громадською, культурною та просвітницькою діяльністю, діяла з 1859 до 1876, коли була заборонена Емським указом, проте продовжувала діяти й надалі.

## Принципи організації та провідні діячі
Осередки української інтелігенції, що провадили національно-культурну та громадянсько-політичну працю в другій половині ХІХ на початку ХХ в. в межах Російської імперії стали виникати з кінця 50-х pp., коли тимчасовий ліберальний курс російського уряду сприяв пожвавленню суспільного життя.

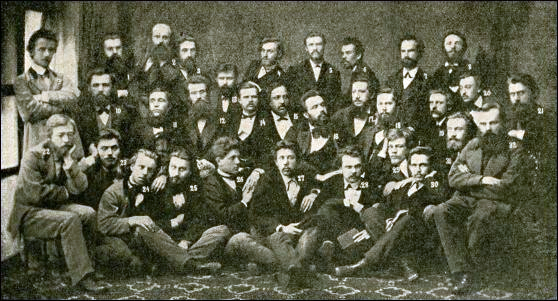
Київська «стара» громада разом з студентською (або так званим «цвинтарем», як її називано), 1874 р.
1. Драгоманів, 2. Мик. Ковалевський, 3. Білоусів, 4. Пащенко, 5. Вербицький, 6. К. Андрієвський 7. Беренштам, 8. Антепович, 9. Фаворський, 10. Ор. Левицький (делегат студентів при старій громаді), 11. Лоначевський, 12. Ів. Рудченко, 13. Ф. Вовк. 14. Левицький-Нечуй, 15. Чубинський. 16. Старицький, 17. Рубінштейн, 18. Лисенко, 19. П. Житецький, 20. Ол. Трегубів, 21. М. Воблий, 22. Волянський, 23. Костенко, 24. незвістний, 25. Матвіїв, 26. Комарецький, 27. Ір. Житецький, 28. Ол. Русів (скарбник, з касовою книгою), 29. Т. Біленький, 30. Л. Ільницький (книгар), 31. Діаконенко, 32. М. Левченко. Бракує Антоновича й кількох іще громадян.

Перша Громада виникла в Петербурзі, до складу якої входили: М. Костомаров, П. Куліш, Т. Шевченко, В. Білозерський, В. Коховський, О. Кістяковський, Г. Вашкевич, Ф. Черненко, Д. Каменецький, М. Стороженко, С. Глушановський, М., Ф. і О. Лазаревські, Г. Честахівський. В. Менчиць та ін. За підтримки поміщиків-українофілів В. Тарновського й Г. Ґалаґана було організовано видання творів українських письменників і 1861—1862 виходив журнал «Основа», що став осередком тодішнього національного руху.
У 1870-ті рр. центр українського руху перемістився з Петербурга до Києва. Це стало можливим завдяки певній лібералізації усіх сторін суспільного життя в Російській імперії та Україні внаслідок проведення політики «великих реформ» 60-70-х рр. XIX ст.
У 1870-ті рр. український рух набрав, на думку І. Лисяка-Рудницького, «виразно політичного забарвлення». Ідеологічним підґрунтям українського руху в цей час було народництво — у специфічній українській формі українофільства. Ідейно-організаційним центром українського руху виступала Київська громада.
Розквіт її діяльності та впливу на суспільну свідомість і життя активного українства припадає на першу пол. 70-х рр.
Після тимчасового припинення діяльності Київської громади через низку контрзаходів центрального уряду, Валуєвський циркуляр та польське повстання 1863 р., з 1869 р. починається відродження діяльності товариства.
Громадівці відновлюють практику щотижневих сходин щосуботи для обговорення спільних справ та діяльності в помешканні кого-небудь із членів громади, найчастіше у М. Лисенка або П. Житецького.
Київська громада зразка 1870-х рр. на відміну від студентської відкритої організації 1860-х рр., перетворилася на таємну організацію, вступ до якої був досить жорстко регламентований. До цієї організації приймали тих, хто вже здобув вищу освіту, хто мав рекомендації та підтримку усіх членів Громади: кандидатура обиралася відкритим голосуванням, і якщо хтось один був проти, кандидат не приймався.
Відомий діяч Олександр Русов у своїх спогадах розповідає, як він став членом Київської громади. Залучив його до «Громади» Михайло Драгоманов, який попереджав про таємний характер організації, про яку нікому не можна розповідати, тому що це може загрожувати переслідуваннями та розправою над цілою організацією. «Вас знают все члены Громады, — пояснював М. Драгоманов О. Русову, — и никто из них не сомневается в том, что вы нигде не пророните слова о существовании нашей организации, в которую принимают новых членов только тогда, когда все единогласно ручаются за нововводимого члена. А теперь пожалуйте в субботу вечером на квартиру Лысенка, где будет собрание нашей Громады».
З 1870 р. О. Русов став членом Київської громади. А вже інший її учасник О. Михалевич залишив опис однієї з «субот» — сходин громадівців на квартирі О. Русова «на Подолі внизу церкви Андрія Первозваного». Зібралося більше від десятка осіб:
«Я пригадую ось яких:
1) Лисенко Микола Віталійович, піаніст,
2) Рубінштейн Всеволод, брат директора Московської консерваторії, директор банку,
3) Беренштам Вільям Людвігович, учитель Кадетського корпусу,
4) Житецький Павло Гнатович, учитель Колегії Павла Ґалаґана,
5) Зібер Микола Іванович, доцент політичної економії, популяризатор ідей Маркса Карла,
6) Старицький Михайло Петрович, …перекладав на російську мову сербських пісень і російських поетів».
Членами Громади були: М. Драгоманов, К. Михальчук, П. Чубинський, О. Кістяківський, Т. Рильський; визнаним лідером київських громадівців і взагалі громадівського руху вважався В. Антонович. До складу Громади входили не лише українці, а також росіяни, поляки, євреї, та представники інших національностей, але усіх їх, за словами О. Русова, «об'єднувало намагання — оприлюднити ті ідейні цінності, які накопичило місцеве українське населення».
Основу Громади становили 10-20 осіб, які виявляли непересічну продуктивність та таланти в своїй праці. Період розквіту діяльності Київської громади припадає на першу половину 1870-х рр., саме тоді вона стала на чолі українського народницького (українофільського) руху. Упродовж 1872—1873 рр. відбувався значний приплив молодих членів до Громади, кількість їх зросла до 70 постійних членів. А з урахуванням тих, хто співпрацював і співчував цій організації, кількість її членів та симпатиків сягала 200 осіб.
Громадівська молодь гуртувалася навколо Михайла Драгоманова та Хведора Вовка, поступово студенти почали організовувати свої гуртки в Києві та інших містах, наприклад, Опанас Михалевич став засновником громади в Єлисаветграді. Ці місцеві гуртки, переважно студентської молоді, називалися коші та курені (кіш Миргородський, кіш Чорноморський); вони проводили активну пропагандистську, освітню роботу, поширювали популярну літературу, яку отримували від Ф. Вовка (наприклад, «Про хліборобство», «Хитрая механика», «Про хвороби» тощо). Ці студентські організації здобули назву «Молода громада», а Київську громаду називали «Старою».
До її складу, як згадувала Софія Русова, входила невелика кількість осіб, «але які то все видатні люди були в цій так званій пізніше Старій Громаді, — і на полі науки, і на полі мистецтва».
Київська Стара Громада, за свідченням жандармських документів, являла собою «штаб української партії», «кістяк українофільського руху». На початку 1870-х рр. виникла сітка таємних громад, лідером яких виступала Стара Київська Громада. Значення її діяльності полягало не лише у пробудженні української національної свідомості, в організації національного визвольного руху, але насамперед у заходах досягнення цієї мети — розвитку наукової, культурно-громадської роботи в українському суспільстві.

## Науково-організаційна діяльність
Важливим кроком Старої Київської Громади було створення першої наукової установи в Україні, яка дозволяла легалізувати роботу Громади як таємного товариства. У громадах брали участь В. Білозерський, М. Костомаров, П. Куліш, Л. Глібов.
У січні 1873 р. у Києві був створений Південно-Західний Відділ російського географічного товариства, ідеологом і координатором якого виступав П. Чубинський. Членами-засновниками Південно-Західного Відділу стали активні громадівці, відомі вчені: історики В. Антонович, М. Драгоманов, етнограф П. Чубинський, етнолог та антрополог Ф. Вовк, економіст М. Зібер, статистик О. Русов, літературознавці П. Житецький та К. Михайличук, правник О. Кістяківський.
Перше засідання Відділу відбулося 13 лютого 1873 р. у приміщені Державного банку під головуванням Київського генерал-губернатора князя О. Дондукова-Корсакова. Головою наукового товариства було обрано відомого мецената, заможного чернігівського поміщика Г. Ґалаґана, діловодом П. Чубинського, який і виголосив наукову програму діяльності Відділу. Мета полягала у науковому дослідженні етнографії та статистики населення Південно-Західного краю, основні групи населення якого складали українська, польська, єврейська спільноти.
Відкриття Південно-Західного Відділу дозволяло не лише легалізувати більшу частину роботи, яку проводили київські громадівці, але й збільшити видавничі можливості, залучити до наукових досліджень широке коло науковців і аматорів в центрі і на місцях, а також заручитися підтримкою офіційних адміністративних установ. Про заснування Південно-Західного Відділу Ф. Вовк писав, що «ми одержали лише те, на що за здоровим глуздом мали повне право: збиратись і відкрито клопотатися науковою діяльністю про Україну та для України».
Члени Відділу провели низку заходів, які мали вплив на формування української свідомості та активізацію українського руху, який репрезентував себе як певну силу в громадському житті Наддніпрянської України.
За ініціативою членів Південно-Західного Відділу 1874 р. у Києві був проведений одноденний перепис населення. Більшість членів Відділу взяли участь у роботі ІІІ Археологічного з'їзду в Києві (1874), який був форумом практично всіх наукових сил у галузі історії, археології, етнографії, мовознавства усієї імперії. Про роль і внесок українських вчених-громадівців дають уявлення відгуки російської реакційної преси, зокрема «Киевлянина», який запевняв, що Археологічний з'їзд був скликаний з метою пропаганди «українського сепаратизму», а під час одноденного перепису киян його організатори начебто нав'язували мешканцям «малоросійську мову».
Основними формами роботи Відділу була організація етнографічно-статистичних експедицій, обробка матеріалів які збиралися завдяки експедиціям, проведення засідань товариства, де обговорювалися питання з історії, етнографії, мови, права, географії краю, наприклад: «О сельских ярмарках и кустарной промышленности» Ф. Вовка, «Несколько данных о жилище и пище Южнорусов» М. Левченка, «Инвентарь крестьянского хозяйства» П. Чубинського, «Остап Вересай, один из последних кобзарей малорусских» О. Русова, «Характеристика музыкальных особенностей малорусских дум и песен, исполняемых О. Вересаем» М. Лисенка та ін.
Членами географічного товариства було реалізовано чимало наукових проєктів, деякі з них були започатковані ще до відкриття Відділу. В першій половині 1870-х рр. було зібрано та видано стільки матеріалів з історії, етнографії та статистики краю, скільки не було зроблено за весь попередній період наукового вивчення України.
Заходами Відділу та коштом Громади було видано 2 випуски «Народных южнорусских сказок» (1869—1870); упорядковані І. Рудченком «Чумацкие народные песни» (1874); підготовлені В. Антоновичем і М. Драгомановим «Исторические песни малорусского народа» в 2 томах (1874—1875). За перший том цієї збірки укладачі отримали премію в 500 крб., яку передали на потреби Громади.
Важливим науковим доробком членів Південно-Західного Відділу було видання «Записок» у 2-х томах, «Опыта русско-украинского словаря» М. Левченка.
Найграндіознішим науковим проєктом громадівців було видання «Трудов этнографическо-статической экспедиции» П. Чубинського в 7 томах (1872—1878). За перший том цього видання П. Чубинський отримав срібну медаль на виставці в Парижі (1873).
Під тиском проурядових і антиукраїнських сил Південно-Західний Відділ був закритий у 1876 р. Незважаючи на короткочасне своє існування, він відіграв важливу роль у науковому та громадському житті України. Насамперед це була перша легальна наукова українська інституція, своєрідний прообраз Академії наук. По-друге, Відділ згуртував навколо себе найкращі наукові сили активного українства і зробив величезний внесок у розвиток українознавства. По-третє, він почав створювати і міцну матеріальну базу, заснував свою бібліотеку, музей, проводив активну видавничу політику. Відділ пожвавив науково-дослідницьку роботу в регіонах, згуртував місцеві наукові сили. Південно-Західний Відділ, писала С. Русова, «розбурхав національну свідомість багатьох млявих, пригнічених українців, він витворив фанатиків фольклору та етнографії, таких як Новицький з Катеринославу, Манжура з Харківщини».
На ниві громадської думки та суспільної діяльності Київській громаді та Південно-Західному Відділу, як легальній формі діяльності громади, належала важлива роль у формуванні національної свідомості. Наукова праця та видання наукової літератури для народу були підпорядковані обґрунтуванню ідеї «української відрубності і самобутності».
Громадівці багато зробили в підготовці та поширенні популярних видань для дітей і дорослих. У першій половині 1870-х рр. видали серію популярних книжок, присвячених історії, природі, господарству, культурі України: «Про українських козаків, татар та турків» М. Драгоманова; «Унія Петра Могили», «Перші київські князі», «Татари і Литва на Україні» І. Нечуя-Левицького; «Розмова про небо і землю», «Розмова про земні сили» О. Іванова (укр. переклад М. Комарова); «Що робиться у воздусі і що з того треба знати хліборобу» М. Горбунова (укр. переклад І. Реви); «Ліки своєнародні», «Про хвороби і як їм запомогти», «Про холеру» С. Носа; «Про звірів» Ф. Вовка; «Дітські пісні, казки і загадки» М. Лободовського та ін.
З організаційної точки зору важливим надбанням Старої Громади був свій друкований орган — «Київський телеграф». 1875 р. за пропозицією видавця газети Є. Гогоцької з громадівців був утворений редакційний гурток газети, до якого увійшли М. Драгоманов, О. Русов, Ф. Вовк, С. Подолинський, М. Зібер, Ю. Цвітковський. Цей редакційний гурток визначав програму і редакційну політику газети, зміст якої полягав у тому, щоб «служити інтересам населення губерній малоросійських та південно-західних, сприяти поліпшенню економічного та соціального побуту народу і полегшення діяльності в цьому напрямі класів інтелігентних».
Завдяки діяльності громадівців «Киевский телеграф» перетворився на дієвий друкований орган українофільства. На шпальтах газети свідомо проголошувалися народницькі (українофільські) принципи. Суспільна свідомість, писав тогочасний «Киевский телеграф», «чим більш дедалі проникається впевненістю про необхідність служіння інтелігенції, народному життю і про важливість в справі цього служіння останніх висновків науки».
На сторінках газети живо і доступно порушувалися нагальні громадські, економічні, соціальні питання (про народні школи, освітні заклади в Харкові, Одесі, Херсонському земстві, провінційну печать, відхідні промисли українських селян у Новоросії та багато ін.). Деякі матеріали з історичної тематики, зокрема, друкувалися українською мовою, практично всі вони зачіпали нагальні проблеми життя українського суспільства і мали громадський резонанс. Таким чином, «Киевский телеграф» став одним із найпопулярніших і найцікавіших місцевих видань.

## Праця громадівців у сфері мистецтва
Громадівці зробили великий внесок у розвиток української культури. Серед них були засновники нових галузей українського мистецтва — національного театру — М. Старицький та національного оперного мистецтва — М. Лисенко. Як згадувала Олена Пчілка, рідна сестра М. Драгоманова, взимку 1866—1867 рр. фортепіано Драгоманових слугувало М. Лисенкові під час його першої великої роботи щодо перекладання на ноти народних мотивів для першого його збірника «Українських пісень»: «На столі у вітальній Драгоманових Лисенко писав, а на фортепіано пробував, доповнював свою роботу». Згадує Олена Пчілка й про культ усього українського в родині М. Старицького, де вживалася рідна мова, сам він вдягався в жупани, а його дружина — «білі свиточки та кожушанки».
Громадівці влаштовували театральні вистави, концерти, літературні вечори. Так, М. Лисенко «зачарував усіх своїми піснями». Співи, музика, вистави не лише не заважали, а навпаки тісніше зближували членів Київської Громади. На квартирі сестер Марії та Софії Ліндфорс (остання — дружина О. Русова) 1872 р. відбулася аматорська вистава за п'єсою Я. Кухаренка «Чорноморський побит», що була перероблена М. Старицьким, і музику до якої написав М. Лисенко. У 1873 р. силами громадівців була поставлена опера М. Лисенка «Різдвяна ніч». Активними учасниками театральних вистав, музичних вечорів були М. Старицький, О. Русов, О. Левицький, П. Чубинський.
На пік діяльності Старої Київської Громади припадає реалізація важливого літературного проєкту — празьке видання «Кобзаря». Вшанування пам'яті Т. Шевченка, популяризація його творчості вважалася одним із важливих напрямів роботи Київської Старої Громади.
За рішенням Громади на ім'я її члена В. Рубінштейна у родини Т. Шевченка були викуплені права на видання творів поета. Для здійснення нового видання «Кобзаря», що в Росії через цензурні утиски унеможливлювалось, за кордон було направлено О. Русова. 1875 р. подружжя С. та О. Русових привезли до Праги рукопис «Кобзаря» у двох частинах, до цього тексту були додані ще спогади про Т. Шевченка І. Тургенєва, М. Костомарова, Я. Полонського, М. Микешина.
Празьке видання «Кобзаря» з'явилося навесні 1876 р., але ввезти до України можливо було лише перший том, другий том не витримав би ніякої цензури.
Громада також надавала матеріальну допомогу родичам Кобзаря — Фотію Красицькому, Федору, Маркіяну та Левку Шевченкам. На кошти Громади була придбана земля на Чернечій горі поблизу Канева (на ім'я громадівця К. Гамалії); громадівці весь час опікувалися могилою поета.

## Початки української закордонної політики
Під час піднесення українського руху в першій половині 70-х рр. XIX ст. у Наддніпрянській Україні діячі Старої Київської Громади прагнули упорядкувати взаємини з активістами народницького руху на Галичині.
Ще в 60-ті рр. галицькі народовці (народники) за прикладом наддніпрянських українофілів створювали громади, друкували і поширювали твори Т. Шевченка, П. Куліша, О. Кониського, І. Нечуя-Левицького.
Стратегія наддніпрянських громадівців полягала в тому, щоб створювати за межами Російської імперії літературні установи, друкарні і тим самим підтримувати вільне українське слово, яке в Україні потерпало від утисків царської цензури. За ініціативою київських громадівців на кошти полтавської поміщиці Єлисаваети Милорадович-Скоропадської 1873 р. було утворене Літературне товариство ім. Шевченка, мета якого полягала в поширенні творів великого Кобзаря серед українського населення. Її ж коштом у Львові була започаткована друкарня. Матеріальна допомога галицькому національному руху надходила від громадівців О. Кониського, Є. Чикаленка та родини українського мецената-підприємця В. Симиренка.
Про далекоглядність діячів Старої Київської Громади свідчить той факт, що ще 1874 р. обговорювалося питання про створення за кордоном власного часопису, не підлеглого російській цензурі. У тому ж самому році був створений «славний комітет дванадцяти на Подолі», як його називав М. Драгоманов, що мав розробити програму діяльності безцензурного періодичного органу українофілів за кордоном. Проєктований часопис мав видаватися у Львові, або у Відні чи Женеві. Кошти на цей видавничий проєкт громадівців за кордоном пожертвував Я. Шульгин — 12 тис. крб.
Редагування закордонного друкованого органу Київської Громади було доручено М. Драгоманову. Зі свого боку Громада зобов'язувалася надсилати за кордон наукові та публіцистичні матеріали. Щодо ідеології закордонного часопису, то думки громадівців поділилися. Найрадикальніша частина на чолі з М. Драгомановим вважала, що журнал повинен мати соціалістичну спрямованість, налаштовувати українство на боротьбу з російським самодержавством. Поміркована частина громадівців, ідеологом якої був В. Антонович, наполягала на тому, щоб закордонний періодичний орган Громади мав українофільський характер і був спрямований на знайомство європейського співтовариства з Україною та українськими справами. Обидві течії були єдиними у визнанні необхідності друкованого представництва Громади, українського руху за кордоном.
Складовою закордонної політики громадівців стала підтримка визвольної боротьби південних слов'ян проти турецького поневолення. Створений ними напівлегальний комітет допомоги балканським народам організовував групи волонтерів і відправляв їх на російсько-турецьку війну 1877—1878 рр. Серед волонтерів були громадівці М. Русов, Т. Василевський, І. Манжура, В. Яновський. Очолювали комітет Ю. Цвітковський та В. Беренштам, яких Громада уповноважила збирати пожертви й організовувати допомогу грошима та одягом герцеговинським і чорногорським повстанцям. Київські власті дали негласне розпорядження не заважати діяльності комітету, що уможливило «численні зібрання, обмін думками, обговорення партійно-теоретичного характеру вивели комітет, зрозуміло негласно, далеко за межі самої допомоги слов'янам і зробили багато чого для концентрації діячів, налаштованих однаково як щодо національного питання, так і щодо конституційно-політичного».
Один з сучасників згадував про засідання Громади, на якому «речь шла о сборе денег на снаряжения отрядов в Герцеговину, — и известные мне раньше люди, которых я не считал богачами, не стеснялись записывать сотни и тысячи рублей на это дело.»
Відчуття солідарності з боротьбою слов'янських народів було органічним виявом демократичних та національних настроїв діячів українофільського руху.
Початки закордонної політики свідомого українства були пов'язані з наведенням контактів і з російською опозицією.
Українофіли прагнули до співпраці з радикально-революційною та ліберально-поміркованою течіями російського визвольного руху. Багато представників української молоді — вихідців зі старовинних старшинсько-шляхетських родин та української інтелігенції переймалися революційними гаслами та радикальними методами боротьби російського народництва. Високою повагою серед російських революціонерів за свої високоморальні якості користувався виходець зі знатної української старшинської фамілії Д. Лизогуб, якого називали «святим революції». Ще його батько, А. Лизогуб, товаришував з Т. Шевченком і надавав йому фінансову підтримку, а Д. Лизогуб на справу революції пожертвував отриманий ним великий спадок і загинув на шибениці. За участь у терористичних актах російських народників був страчений В. Малинка, виходець з поміщицької старовинної української родини. З російським народницьким рухом була пов'язана діяльність Я. Стефановича, В. Дебагорія-Мокрієвича, С. Степняка-Кравчинського, М. Кибальчича, С. Перовської та ін.
Про можливість контактів між радикальною течією українофільства та революційного російського народництва писав у листі М. Драгоманову від 12 травня 1880 р. лідер «Народної волі» А. Желябов: «Я бачив розквіт тамтешньої пропаганди, її живі починання. Повільно, але невпинно зливалися там в одне русло дві революційні течії — загальноросійська та українська». На думку А. Желябова, «не федерація, а єдність була недалеко», але «раптом все пішло прахом», через те, що «старі» громадівці спокусилися «вигодою легального становища».
Небезпеку взаємодії українофільського та російського народницького рухів усвідомлювали вищі посадовці імперії, про що йшлося в листі Одеського генерал-губернатора Е. Тотлебена до Харківського генерал-губернатора М. Лорис-Мелікова від 27 листопада 1879 р.: «українська партія… як і всяка ворожа урядові партія, є хорошим ґрунтом для революційного бродіння, а головне те, …що більше будь-якої іншої партії готує адептів соціального вчення». З листа видно, що царські урядовці добре знали про склад українофільського руху, механізми його впливу на суспільну свідомість та характер його ідеології: «Із українофільської партії на півдні дуже багато вчителів, і вони, ще з гімназичної лавки, коментарями Шевченка, розмовами про вільні часи Запорожжя, перебільшеним схилянням перед простим народом, ворожістю до влади тощо наповнюють дитячі голови соціальними ідеями».
Цікаво, що Одеський генерал-губернатор не лише ідентифікує українофілів як народників, але вказує на ідейну спорідненість їх з російськими соціалістами: «Багато соціалістів усвідомлює, що з українофілів виходять чудові народники, оскільки завдяки їх принципові — схиляння перед малоросійською народністю і автономією України — виробляється прагнення до детального вивчення мови, побуту і звичаїв малоросійського народу». Відомі були губернаторам і практичні заходи українофілів, зокрема Одеської громади («південної філії» Київської), що організувала зустріч з М. Драгомановим, котрий привіз свій закордонний журнал: «У той час у них в центрі перебував М. Драгоманов зі своїм журналом. Для нього вони збирали кошти і різні матеріали для його журналу».
Київські громадівці налагоджували контакти з діячами ліберальних земств. Відомо, що Чернігівське і Харківське земства були потужними осередками російського конституціоналізму. Члени Старої Київської Громади В. Антонович, П. Житецький, В. Беренштам, Ю. Цвітковський були учасниками в нарадах та з'їздах земців у Києві (1878) та Москві (1879), де вони «одстоювали право національного самовизначення українського народу». 1879 р. громадівці взяли участь у виборах гласних до міської Думи Києва. Активним учасником передвиборчої компанії був член Старої Київської Громади — В. Беренштам, який у виступах на офіційних зборах підтримував «нову демократичну програму міського самоврядування». В. Беренштам переміг на виборах і був обраний гласним Київської Думи, але постійний поліцейський нагляд змусив його залишити місто.
З ініціативи Старої Київської Громади в Києві (1879) відбулася таємна нарада, на якій громадівці запропонували своє посередництво з метою об'єднання сил радикальної і ліберальної течій в російському визвольному русі; між революційним «виконавчим комітетом» «Народної волі» та ліберальними земцями з метою створити «об'єднаний фронт опозиційних сил проти самодержавства». Ця посередницька місія українофілів виявилася невдалою, переговори не дали результатів.

## Репресії проти українофільства. Емський указ 1876 року
Про те, що українське народництво — українофільство мало політичний характер і досягло піку свого впливу на українське суспільство та громадську думку свідчить наступ на нього з боку реакційних, проросійських сил в Україні.
Напади на українофільство почалися наприкінці 1874 р., їхнім ініціатором виступили голова Київської археографічної комісії Михайло Юзефович та редактор офіціозної газети «Киевлянин» В. Шульгин.
Об'єктом шаленої критики та звинувачень стала діяльність Південно-Західного Відділу, котрий, як відомо, легалізував значну частину діяльності київських громадівців. Велике враження на суспільство справили його наукові здобутки, активна організаційна діяльність, що характеризувалася проведенням одноденного перепису в Києві, підготовкою ІІІ Археологічного з'їзду, вдалою видавничою політикою. Газета «Киевлянин» виступала з персональним нападками на головного ідеолога та менеджера Відділу П. Чубинського, який змушений був піти у відставку. Основним аргументом «Киевлянин» та його редактора В. Шульгина було твердження, що Південно-Західний Відділ начебто «захоплено гуртком т. зв. українофілів», і начебто влада, службовці і вельможні пани легалізують «підпільне товариство та його роботу».
Доповідна записка Юзефовича, направлена ним до урядових інстанцій, мала довести неблагонадійність «українофільства». Основну небезпеку становив Південно-Західний Відділ Російського географічного товариства, який завдяки П. Чубинському набув українофільського характеру і сприяв розвиткові українського руху.
Юзефович закидав українофілам такі провини, як відкриття книгарні М. Левченка та Л. Ільницького, де продавалася література українською мовою, переклад українською творів М. Гоголя та інших авторів, облаштування в одній з книгарень засобів для українського друку, тенденційне проведення одноденного перепису 1874 р. з метою збільшити «цифру малоросійського елементу» за рахунок інших «руських племен». Іншими словами, Юзефович пропонував закрити Південно-Західний Відділ, наголошуючи, що доки Драгоманов і Чубинський будуть там, «ніякі заходи не зупинять рух, що виник з їх ініціативи».
Після того, як у травні 1875 р. Південно-Західний Відділ очолив В. Антонович, доноси «писані і друкуванні», підписані та анонімні, посилалися один за одним.
За наказом царя 1875 р. у Петербурзі було утворено таємну комісію, яку очолив міністр освіти та оберпрокурор Синоду граф Д. Толстой. До її складу увійшли також міністр внутрішніх справ О. Тимашов, шеф жандармів О. Потапов та Юзефович. Метою комісії, яка працювала майже рік, було вироблення заходів боротьби проти українофільства. І комісія знайшла цей спосіб — не допустити «літературу на простонародному наріччі», тому що саме вона могла б «покласти тривку основу для переконання у можливості відокремлення, хоча б у далекому майбутньому України від Росії».
Боротьба з українофільством здавалася його ворогам настільки терміновою і невідкладною, що вони звернулися до царя, який перебував на відпочинку в німецькому містечку Емс. 18 травня 1876 р. Олександр ІІ підписав розпорядження про заборону українського письменства, яке здобуло назву «Емський указ» або «Закон Юзефовича» (від імені його ініціатора і натхненника).
Антимовні заходи, проголошені Емським указом, були суворішими, ніж Валуєвський циркуляр 1863 р.
Цим наказом, по-перше, заборонявся довіз книг українською мовою з-за кордону (це була урядова «відповідь» громадівцям, які започаткували на Галичині друкарню та літературне товариство ім. Шевченка). По-друге, заборонялось видання українською мовою оригінальних творів і перекладів, виняток був зроблений для: а) історичних джерел та документів; б) творів художньої літератури за правилами російського правопису. По-третє, заборонялися українською мовою театральні вистави, концерти, декламації, навіть тексти для нот. Насамкінець, припинялося видання газети «Київський телеграф».
Емський указ завдав відчутного удару по українському народництву. Був ліквідований Південно-Західний Відділ як науково-організаційний осередок українофільства, закритий друкований орган українофілів «Київський телеграф». Репресій зазнали активні старогромадівці: звільнившись з університету, емігрував за кордон М. Драгоманов; там згодом опинилися М. Зібер, Ф. Вовк, С. Подолинський. Межі України покинули П. Чубинський, П. Житецький, Ю. Цвітковський, Ф. Міщенко.
Внаслідок організаційного розгрому та зміни стратегії діяльності українських народників почався масовий відтік української демократичної молоді до російського народництва, його радикальних груп і течій.

## Відомі учасники
1. Володимир Антонович (лідер),
2. Вільям Беренштам,
3. Хведір Вовк,
4. Михайло Драгоманов,
5. Павло Житецький,
6. Микола Зібер,
7. Олександр Кістяківський,
8. Микола Ковалевський,
9. Олександр Кониський,
10. Петро Косач,
11. Михайло Левченко,
12. Микола Лисенко,
13. Федір Міщенко,
14. Костянтин Михальчук,
15. Володимир Науменко,
16. Іван Нечуй-Левицький,
17. Ілля Рева,
18. Тадей Рильський,
19. Іван Рудченко (Білик),
20. Олександр Русов,
21. Михайло Старицький,
22. Олександр Стоянов
23. Євген Судовщиков,
24. Сергій Подолинський,
25. Юрій Цвітковський,
26. Олександр Цись,
27. Павло Чубинський,
28. Яків Шульгин
29. Євген Борисов

та інші.